# Calophyllum
Calophyllum är ett släkte av tvåhjärtbladiga växter. Calophyllum ingår i familjen Calophyllaceae.

## Bildgalleri

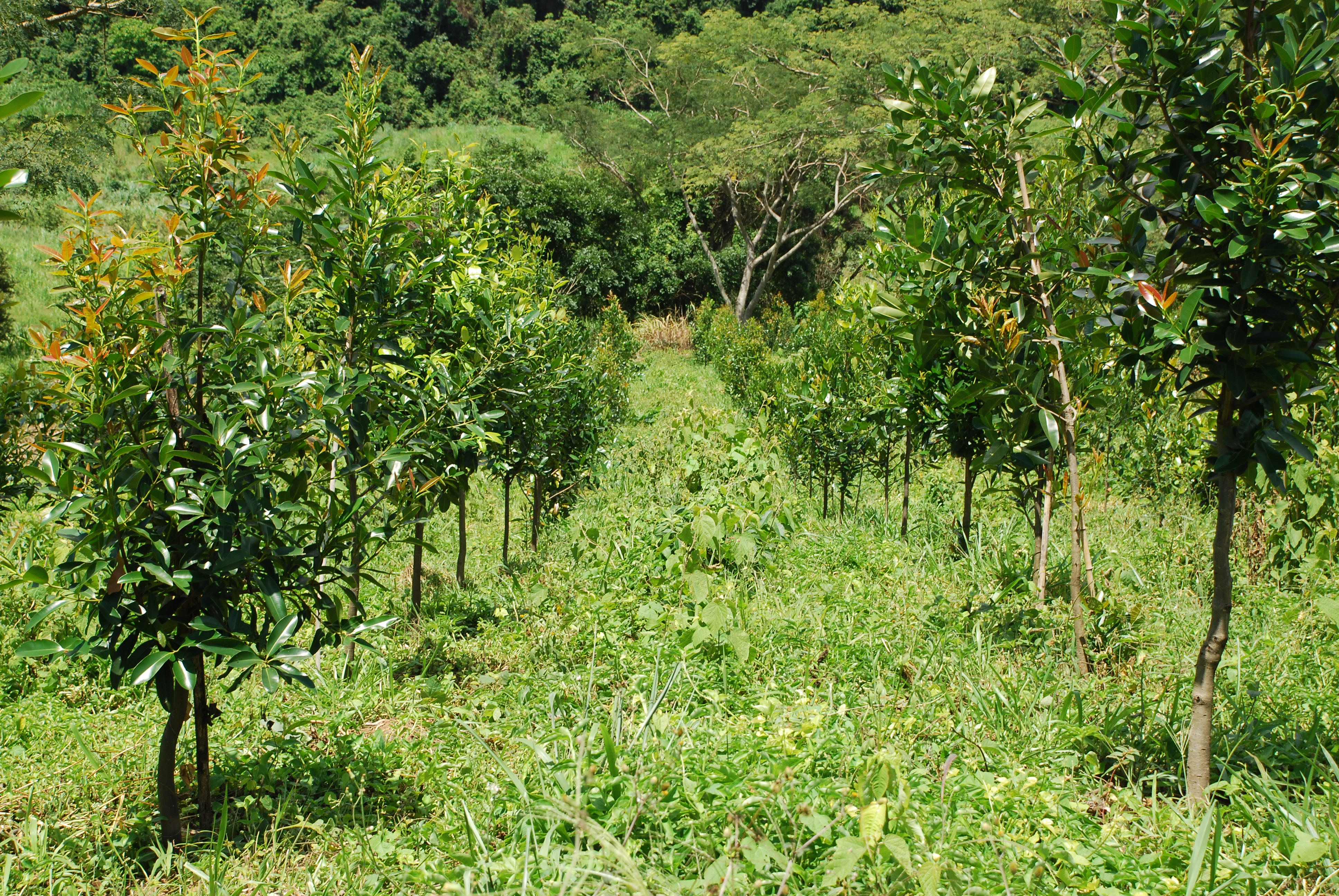

## Dottertaxa tillCalophyllum, i alfabetisk ordning[1]
- Calophyllum acidus
- Calophyllum acutiputamen
- Calophyllum aerarium
- Calophyllum alboramulum
- Calophyllum andersonii
- Calophyllum angulare
- Calophyllum antillanum
- Calophyllum apetalum
- Calophyllum archipelagi
- Calophyllum ardens
- Calophyllum articulatum
- Calophyllum aurantiacum
- Calophyllum aureobrunnescens
- Calophyllum aureum
- Calophyllum austroindicum
- Calophyllum balansae
- Calophyllum banyengii
- Calophyllum bicolor
- Calophyllum biflorum
- Calophyllum bifurcatum
- Calophyllum blancoi
- Calophyllum brachyphyllum
- Calophyllum bracteatum
- Calophyllum brasiliense
- Calophyllum brassii
- Calophyllum calaba
- Calophyllum calcicola
- Calophyllum caledonicum
- Calophyllum canum
- Calophyllum carrii
- Calophyllum castaneum
- Calophyllum caudatum
- Calophyllum celebicum
- Calophyllum cerasiferum
- Calophyllum ceriferum
- Calophyllum chapelieri
- Calophyllum clemensorum
- Calophyllum collinum
- Calophyllum comorense
- Calophyllum complanatum
- Calophyllum confertum
- Calophyllum confusum
- Calophyllum cordato-oblongum
- Calophyllum coriaceum
- Calophyllum costatum
- Calophyllum costulatum
- Calophyllum cucullatum
- Calophyllum cuneifolium
- Calophyllum dasypodum
- Calophyllum depressinervosum
- Calophyllum dioscurii
- Calophyllum dispar
- Calophyllum dongnaiense
- Calophyllum drouhardii
- Calophyllum dryobalanoides
- Calophyllum echinatum
- Calophyllum elegans
- Calophyllum ellipticum
- Calophyllum enervosum
- Calophyllum eputamen
- Calophyllum euryphyllum
- Calophyllum exiticostatum
- Calophyllum ferrugineum
- Calophyllum fibrosum
- Calophyllum flavoramulum
- Calophyllum fraseri
- Calophyllum garcinioides
- Calophyllum glaucescens
- Calophyllum goniocarpum
- Calophyllum gracilipes
- Calophyllum gracillimum
- Calophyllum grandiflorum
- Calophyllum griseum
- Calophyllum havilandii
- Calophyllum heterophyllum
- Calophyllum hirasimum
- Calophyllum hosei
- Calophyllum humbertii
- Calophyllum incumbens
- Calophyllum inophyllum
- Calophyllum insularum
- Calophyllum lanigerum
- Calophyllum lankaensis
- Calophyllum laticostatum
- Calophyllum laxiflorum
- Calophyllum leleanii
- Calophyllum leptocladum
- Calophyllum leucocarpum
- Calophyllum lineare
- Calophyllum lingulatum
- Calophyllum longifolium
- Calophyllum lowii
- Calophyllum macrocarpum
- Calophyllum macrophyllum
- Calophyllum mariae
- Calophyllum membranaceum
- Calophyllum mesoamericanum
- Calophyllum milvum
- Calophyllum molle
- Calophyllum moonii
- Calophyllum morobense
- Calophyllum mukunense
- Calophyllum multitudinis
- Calophyllum neoebudicum
- Calophyllum nodosum
- Calophyllum novoguineense
- Calophyllum nubicola
- Calophyllum obliquinervium
- Calophyllum obscurum
- Calophyllum oliganthum
- Calophyllum pachyphyllum
- Calophyllum paniculatum
- Calophyllum papuanum
- Calophyllum parkeri
- Calophyllum parviflorum
- Calophyllum parvifolium
- Calophyllum pascalianum
- Calophyllum pauciflorum
- Calophyllum peekelii
- Calophyllum pelewense
- Calophyllum pentapetalum
- Calophyllum persimile
- Calophyllum pervillei
- Calophyllum piluliferum
- Calophyllum pisiferum
- Calophyllum poilanei
- Calophyllum polyanthum
- Calophyllum praetermissum
- Calophyllum pubescens
- Calophyllum pulcherrimum
- Calophyllum pyriforme
- Calophyllum recedens
- Calophyllum recurvatum
- Calophyllum rigidulum
- Calophyllum rigidum
- Calophyllum rivulare
- Calophyllum robustum
- Calophyllum roseocostatum
- Calophyllum rotundifolium
- Calophyllum rubiginosum
- Calophyllum rufigemmatum
- Calophyllum rufinerve
- Calophyllum rugosum
- Calophyllum rupicola
- Calophyllum sakarium
- Calophyllum savannarum
- Calophyllum sclerophyllum
- Calophyllum scriblitifolium
- Calophyllum sil
- Calophyllum soulattri
- Calophyllum stipitatum
- Calophyllum streimannii
- Calophyllum suberosum
- Calophyllum subhorizontale
- Calophyllum subsessile
- Calophyllum sundaicum
- Calophyllum symingtonianum
- Calophyllum tacamahaca
- Calophyllum tetrapterum
- Calophyllum teysmannii
- Calophyllum thorelii
- Calophyllum thwaitesii
- Calophyllum tomentosum
- Calophyllum touranense
- Calophyllum trachycaule
- Calophyllum trapezifolium
- Calophyllum undulatum
- Calophyllum utile
- Calophyllum waliense
- Calophyllum walkeri
- Calophyllum wallichiana
- Calophyllum vanoverberghii
- Calophyllum venulosum
- Calophyllum vergens
- Calophyllum vernicosum
- Calophyllum verticillatum
- Calophyllum vexans
- Calophyllum whitfordii
- Calophyllum vitiense
- Calophyllum woodii